# Abballamu cu ventu
Abballamu cu ventu è il terzo album del gruppo calabrese dei QuartAumentata uscito nel 2005.

## Formazione
- Paolo Sofia - voce
- Salvatore Gullace - chitarra, mandolino, charango, nashtakar, cori
- Giuseppe Platani - basso
- Massimo Cusato - percussioni, batteria

### Altri musicisti
- Francesco Loccisano
- Francesco Sgambelluri
- Carmelo Zumbo
- Asen Valesev
- Domenico Panetta
- Davide Obregòn
- Piero Cusato

## Tracce
1. Comu Mi Piaci (testo: Sofia – musica: Platani-Panetta-Platani-Sofia)
2. Non Mi Vogghjiu Maritari (testo: Sofia – musica: Sofia)
3. Balla Petru (testo: Sofia – musica: Platani-Sofia-Calderon)
4. L'Occhij Du Passanti (testo: Sofia – musica: Platani-Sofia)
5. Vuci (testo: Sofia – musica: Platani-Sofia)
6. Abballamu Cu Ventu (testo: Platani – musica: Sofia-Panetta-Sofia)
7. La Morte Apparente (testo: Sofia – musica: Platani-Anonimo)
8. E Cantava Le Canzoni (testo: Gaetano – musica: Gaetano)
9. Giorno Ordinario (testo: Sofia – musica: Platani-Panetta)
10. Santu Nsertu (testo: Platani – musica: Sofia-Platani-Sofia)
11. Insieme Si Può (testo: Sofia – musica: Platani-Panetta-Sofia)